# Paul Lagarde
Pour les articles homonymes, voir Lagarde.
Paul Lagarde, né le 15 avril 1891 à Bordeaux et mort à Talence le 7 février 1964, est un athlète français, spécialiste du saut à la perche et du saut en longueur.

## Biographie
Paul Gaston Lagarde est le fils de Joseph Marie Eugène Lagarde, mécanicien, et de Marie Henriette Léopoline Bouville.
Employé de commerce, puis boulanger, il épouse en 1921, à Bègles, Jeanne Nabouleix.
Il est champion de France du saut à la perche en 1909, en 1920 et en 1921 ; il est également champion de France du saut en longueur en 1911. Il participe à l'épreuve de saut à la perche des Jeux olympiques d'été de 1920 à Anvers, terminant à la onzième place. Il meurt à l'âge de 72 ans.